# 惟信町
惟信町（いしんちょう）は、愛知県名古屋市港区の地名。現行行政地名は惟信町1丁目から惟信町6丁目及び単独町名としての惟信町。住居表示未実施。丁番が設定されていない惟信町の一部地域に8つの小字が設置されている。

## 地理
名古屋市港区中央部に位置する。東は甚兵衛通、西から南は西川町・多加良浦町、北は当知三丁目に接する。
惟信町字庄内川葭生・流作・野跡は庄内川東岸に存在する。字ちおよび字には、愛知県立惟信高等学校の用地に存在する。字よは、惟信町6丁目西部のごく僅かな区画に残存する。字をは、惟信町4丁目と多加良浦町3丁目に挟まれたごく僅かな区画に残存する。

### 字一覧
惟信町の一部には小字が残る。惟信町の小字は以下の通り。消滅した字については背景色    で示す。
| 字                     | 字                                   |
| ---------------------- | ------------------------------------ |
| い                     | 大手堤（おおてづつみ）               |
| か                     | 庄内川葭生（しょうないがわよしはえ） |
| た                     | ち                                   |
| と                     | に                                   |
| 西川田（にしかわだ）   | ぬ                                   |
| 野跡（のせき）         | は                                   |
| 東川田（ひがしかわだ） | へ                                   |
| ほ                     | よ                                   |
| り                     | 流作（りゅうさく）                   |
| る                     | ろ                                   |
| わ                     | を                                   |

## 歴史
1750年（寛延3年）に西川甚兵衛吉誠が開発した甚兵衛後新田（じんべえのちしんでん）を前身とする。

### 町名の由来
当地において土地区画整理事業に尽力した服部善之助を記念するため、彼の諱である惟信（これのぶ）から命名された。後述の通り、1942年（昭和17年）まではそのまま「これのぶ」と呼んでいたものが、音読みである「いしん」に変更されている。

### 行政区画の変遷
- 1750年（寛延3年） - 愛知郡甚兵衛後新田が開発される。
- 1889年（明治22年）10月1日 - 愛知郡甚兵衛後新田が同郡寛政村に編入され、寛政村大字甚兵衛後新田となる[1]。
- 1906年（明治39年）5月10日 - 愛知郡小碓村に編入され、同村大字甚兵衛後新田となる[1]。
- 不明 - 小碓村大字甚兵衛後新田が同村大字惟信と改称される[1]。
- 1921年（大正10年）10月8日 - 名古屋市に編入され、同市南区惟信町となる[1]。
- 1937年（昭和12年）10月1日 - 港区に編入され、同区惟信町となる[1]。
- 1942年（昭和17年） - 従来の「これのぶ」という読みを「いしん」に変更する[10]。
- 1942年（昭和17年）10月10日 - 一部が油屋町・高木町・西川町・多加良浦町・甚兵衛通にそれぞれ編入される[1]。
- 1985年（昭和60年）6月16日 - 一部が神宮寺一丁目および同二丁目にそれぞれ編入される[1]。

## 世帯数と人口
2019年（平成31年）3月1日現在の世帯数と人口は以下の通りである。
| 町丁   | 世帯数    | 人口    |
| ------ | --------- | ------- |
| 惟信町 | 1,206世帯 | 2,694人 |

### 人口の変遷
国勢調査による人口の推移
| 1995年（平成7年）  | 2,839人 | [ 11 ] |  |
| 2000年（平成12年） | 3,058人 | [ 12 ] |  |
| 2005年（平成17年） | 2,939人 | [ 13 ] |  |
| 2010年（平成22年） | 2,710人 | [ 14 ] |  |
| 2015年（平成27年） | 2,679人 | [ 15 ] |  |

## 学区
市立小・中学校に通う場合、学校等は以下の通りとなる。また、公立高等学校に通う場合の学区は以下の通りとなる。
| 丁目        | 番・番地等 | 小学校                 | 中学校               | 高等学校 |
| ----------- | ---------- | ---------------------- | -------------------- | -------- |
| 惟信町1丁目 | 全域       | 名古屋市立高木小学校   | 名古屋市立宝神中学校 | 尾張学区 |
| 惟信町2丁目 | 全域       | 名古屋市立高木小学校   | 名古屋市立宝神中学校 | 尾張学区 |
| 惟信町3丁目 | 全域       | 名古屋市立高木小学校   | 名古屋市立宝神中学校 | 尾張学区 |
| 惟信町4丁目 | 全域       | 名古屋市立神宮寺小学校 | 名古屋市立宝神中学校 | 尾張学区 |
| 惟信町5丁目 | 全域       | 名古屋市立神宮寺小学校 | 名古屋市立宝神中学校 | 尾張学区 |
| 惟信町6丁目 | 全域       | 名古屋市立神宮寺小学校 | 名古屋市立宝神中学校 | 尾張学区 |
| 惟信町字に  | 全域       | 名古屋市立高木小学校   | 名古屋市立宝神中学校 | 尾張学区 |

## 施設
- 愛知県立惟信高等学校[7]
- 惟信保育園[7]
- 惟信郵便局[7]
- 名古屋市営惟信南荘[7]

## その他

### 日本郵便
- 郵便番号 : 455-0823[4]（集配局：名古屋港郵便局[18]）。